# Esterházy László (püspök)
Galántai gróf Esterházy László (Alsópaty, 1762. június 12. – Szomolnok, 1824. szeptember 11.) rozsnyói püspök.

## Élete
Pozsonyban tanult teológiát, majd 1792. augusztus 26-án szentelték pappá. Előbb káplán, később papi titkár volt. 1796-tól Abaligeten, 1797-től Dunaföldváron volt plébános. 1802-től a pécsi szeminárium rektora és koppánymonostori Boldogasszony apátság címzetes apátja. 1802-től pécsi kanonok és püspöki helynök. 1810. december 19-én nevezték nevezték ki, majd 1811. április 6-án megerősített rozsnyói megyés püspök lett. 
1815. július 23-án szentelték püspökké. 1816-ban líceumot hozott létre, 1821. november 4-én összehívta az egyházmegyei zsinatot. Szomolnokon hunyt el, ahol püspöki körútján volt. Magyar nyelven tartotta egyházi beszédeit; a tudósokat szerette, azokat munkáik kiadásában anyagilag is segítette s a magyar nyelvet a papság és a hivek közt hathatósan terjesztette.

## Munkái
- A szentségnek és tiszteletnek arany koronájával megdicsőített fejedelem. Igy adta elő Szent István királyt… midőn Bécsben 1806. eszt. kisasszony havának 20. napján a városban levő tiszt. kapuczinus atyák templomában ezen szent királynak napja… megülettetett. Bécs, 1804
- Pásztori beszéde. Kassa, 1815